# Wole Soyinka
Wole Soyinka (tên thật là Akinwande Oluwole Soyinka; sinh ngày 13 tháng 7 năm 1934) là nhà văn, nhà thơ, nhà viết kịch người Nigeria, ông đã đoạt giải Nobel Văn học năm 1986.

## Tiểu sử
Wole Soyinka sinh ở Abeokuta, Nigeria, là con thứ hai trong số sáu người con của một thanh tra giáo dục, lúc đó là thuộc địa của Anh. Ngay từ nhỏ, những phong tục, vũ điệu, truyền thuyết của bộ tộc đã để lại dấu ấn sâu sắc trong tâm trí ông. Từ năm 1952, ông học văn học Anh, lịch sử, tiếng Hy Lạp tại trường Cao đẳng Ibadan, rồi tiếp tục học Anh văn tại Đại học Leeds. Năm 1958, Soyinka học sân khấu, làm diễn viên và viết kịch cho Nhà hát Hoàng gia London - các vở lớn đầu tiên là The Swamp Dwellers (Cư dân đầm lầy), The Lion and the Jewel (Sư tử và hạt ngọc). Năm 1960, ông được trao học bổng Rockefeller; sau đó ông quay trở về Nigeria học nghệ thuật kịch châu Phi và giảng dạy tiếng Anh tại các trường đại học Ibadan, Lagos và Ife; đồng thời viết kịch, làm đạo diễn, diễn viên. Từ năm 1960-1964, ông cùng một số người sáng lập tạp chí danh tiếng Black Orpheus (Thiên thần đen). Năm 1965, ông xuất bản tiểu thuyết đầu tay không có cốt truyện, nội dung là cuộc trò chuyện giữa năm trí thức trẻ Nigeria vừa tốt nghiệp đại học ở nước ngoài có mong muốn phục vụ đất nước nhưng lại bị cản trở bởi quan điểm và tệ tham nhũng.
Những năm 1967-1969, ông phải ngồi tù vì viết một bài báo kêu gọi chấm dứt nội chiến ở Nigeria. Trong thời gian này, ông viết tập Poems from Prison (Thơ trong tù, 1969) - tái bản bổ sung năm 1972 với tên gọi A Shuttle in the Crypt (Một chuyến đi trong hầm nhà thờ) - và tiểu thuyết The Man Died: Prison Notes (Người đã chết, 1972). Năm 1973, ông nhận bằng tiến sĩ của Đại học Leeds và trở thành giáo sư văn học vào năm 1975.
Năm 1986, Wole Soyinka là nhà văn châu Phi đầu tiên nhận giải Nobel vì có những đóng góp quan trọng cho nền sân khấu châu Phi. Ông đã dành tặng bài diễn từ đọc tại lễ trao giải Nobel của mình cho vị lãnh tụ Nam Phi luôn đấu tranh chống chủ nghĩa phân biệt chủng tộc Nelson Mandela.
Năm 1993, chế độ độc tài quân sự lên nắm quyền, ông ra nước ngoài sinh sống. Trong tập truyện ký Open Sore of Continent: A Personal Narrative of the Nigeria Crisis (Vết thương mở của lục địa: chứng kiến riêng tư về cuộc khủng hoảng ở Nigeria) viết năm 1996, ông đã ghi lại quá trình giành độc lập của Nigeria từ năm 1960 đến năm 1993. Năm 1997, sau các bài viết nói về cuộc phục hưng đất nước Nigeria, ông đã bị buộc tội phản quốc. Tháng 6 năm 1998, khi chính phủ mới lên thay, ông được hủy bỏ tội danh này. Năm 1999, Wole Soyinka xuất bản The Burden of Memory, the Muse of Forgiveness (Gánh nặng của trí nhớ, nàng thơ của lòng khoan thứ), kể về những tội ác đối với người châu Phi và về sự khó khăn của việc hòa giải. Tập thơ về những năm tháng lưu vong của ông, Samarkand and Other Markets I Have Known (Samarkand và các thị trường khác mà tôi biết), được xuất bản năm 2002.
Wole Soyinka là một trong những người xây dựng nền sân khấu dân tộc Nigeria độc lập và sáng lập đoàn kịch 1960 Masks (Mặt nạ 1960). Ông cũng là người không tán thành khuynh hướng négritude ("phận da đen", đề cao các giá trị văn hóa da đen) của nhóm Senghor. Trong các vở kịch của mình ông thường kết hợp rất khéo léo các chi tiết phương Tây với những yếu tố dân gian và tôn giáo. Ông biết tạo nên những đánh giá chính xác, phù hợp với tình trạng xã hội và quan niệm đạo đức của nhân vật, qua đó bày tỏ sự thất vọng của mình về sự lãnh đạo độc đoán và xã hội Nigeria nói chung.

## Tác phẩm
- The Swamp Dwellers (Cư dân đầm lầy, 1958), hài kịch
- The Lion and the Jewel (Sư tử và hạt ngọc, 1959), hài kịch
- The Invention (Phát minh, 1959), kịch
- The Trials of Brother Jero (Các vụ xét xử anh Jero, 1960), hài kịch
- A Dance of the Forests (Vũ khúc của rừng, 1960), kịch
- The Strong Breed (Giống nòi khỏe mạnh, 1963), kịch
- The Road (Con đường, 1965), kịch
- The Interpreters (Thông dịch viên, 1965), tiểu thuyết
- Kongi's harvest (Mùa gặt ở Kongi, 1967), kịch
- Idanre (1967), thơ
- Poems from Prison (Thơ trong tù, 1969), thơ
- Madmen and Specialist (Những người điên và các chuyên gia, 1970), tiểu thuyết
- A Shuttle in the Crypt (Một chuyến đi trong hầm nhà thờ, 1972), tên gọi khác của Poems from Prison, thơ
- The Man Died: Prison Notes (Người đã chết, 1972), tiểu thuyết
- Season of Anomy (Mùa Anomy, 1973), tiểu thuyết
- Jero's Metamorphosis (Sự hóa thân của Jero, 1974), kịch
- Bacchae (1974), kịch
- Death anh the King's Horseman (Cái chết và kị sĩ của nhà vua, 1975), kịch
- Myth, Literature and the African World (Thần thoại, văn chương và thế giới châu Phi, 1976), phê bình văn học
- Opera Wonyosi (Vở opera Wonyosi, 1977) kịch
- Aké: The Years of Childhood (Aké: Những năm thơ ấu, 1981), tự truyện
- Isara: A Voyage around Essay (1989), tự truyện
- A Play of Giants (Trò chơi của những người khổng lồ, 1984), kịch
- Mandela's Earth and other poems (Trái Đất của Mandela và các bài thơ khác, 1988), thơ
- The Credo of Being and Nothingness (Tín điều của tồn tại và hư vô, 1991), tập tiểu luận
- From Zia, with Love (Từ Zia, với lòng yêu mến, 1992), kịch
- Open Sore of Continent: A Personal Narrative of the Nigeria Crisis (Vết thương mở của lục địa: một chứng kiến riêng tư về cuộc khủng hoảng ở Nigeria, 1996), tập truyện kí
- The Burden of Memory, the Muse of Forgiveness (Gánh nặng của trí nhớ, nàng thơ của lòng khoan thứ, 1999), thơ
- King Baabu (2001), kịch
- Samarkand and Other Markets I Have Known (Samarkand và các thị trường khác mà tôi biết, 2002), thơ
- You Must Set Forth at Dawn (2006), tự truyện
- New Imperialism (2009), tập tiểu luận
- Alapata Apata (2011), kịch
- Of Africa (2012), tập tiểu luận

## Một số bài thơ
| Abiku Wanderer child. It is the same child who dies and returns again and again to plague the mother. -Yoruba belief In vain your bangles cast Charmed circles at my feet; I am Abiku, calling for the first And the repeated time. Must I weep for goats and cowries For palm oil and the sprinkled ash? Yams do not sprout in amulets To earth Abiku's limbs. So when the snail is burnt in his shell Whet the heated fragments, brand me Deeply on the breast. You must know him When Abiku calls again. I am the squirrel teeth, cracked The riddle of the palm. Remember This, and dig me deeper still into The god's swollen foot. Once and the repeated time, ageless Though I puke. And when you pour Libations, each finger points me near The way I came, where The ground is wet with mourning White dew suckles flesh-birds Evening befriends the spider, trapping Flies in wind-froth; Night, and Abiku sucks the oil From lamps. Mother! I'll be the Supplicant snake coiled on the doorstep Yours the killing cry. The ripes fruit was saddest; Where I crept, the warmth was cloying. In the silence of webs, Abiku moans, shaping Mounds from the yolk. I think it rains That tongues may loosen from the parch Uncleave roof-tops of the mouth, hang Heavy with knowledge I saw it raise The sudden cloud, from ashes. Settling They joined in a ring of grey; within, The circling spirit Oh it must rain These closures on the mind, binding us In strange despairs, teaching Purity of sadness And how it beats Skeined transparencies on wings Of out desires, searing dark longings In cruel baptisms Rain-reeds, practised in The grace of yielding, yet unbending From afar, this your conjugation with my earth Bares crouching rocks. | Abiku Đứa con giang hồ. Đây là đứa trẻ đang chết nhưng liên tục sống lại để hành hạ người mẹ. -Tín ngưỡng của người Yoruba. Lời nguyện cầu âm thầm vô ích Đấy là tràng hạt quyến rũ dưới bàn chân Ta là Abiku, lên tiếng gọi đầu tiên Để xin được đầu thai vào kiếp khác. Ta đâu có cần những bầy gia súc Hay tro rắc với dầu cọ mà chi Bùa hộ mệnh không có trong củ từ Dùng để chôn Abiku vào đất. Hãy đem nướng một con ốc trên bếp Rồi hãy cầm cái vỏ con ốc kia Ép thật sâu vào ngực Abiku Để khi gọi sẽ dễ dàng nhận biết. Ta là răng con sóc, và vết nứt Là bí ẩn bàn tay. Hãy nhớ xem Đào thật sâu vào chân sưng của thần Để nhận ra kẻ lưu đày muôn kiếp. Một lần, và khi thời gian lặp lại Dù buồn nôn ta vẫn phải hồi sinh Lễ dâng rượu chỉ cho ta con đường Và nơi chốn để ta về lối ấy. Đất đẫm ướt vì nước mắt tang thương Để chim gặp nạn dưới làn sương trắng Buổi tối kết bạn với từng con nhện Để ruồi bay trong gió bọt đau buồn. Abiku hút dầu từ ngọn đèn Đêm cho cuộc sống, bình minh – cái chết Con rắn trên ngưỡng hao gầy khóc thét Cho sự sinh ra rồi chết của mình. Khi cây đến hạn thì trái nảy sinh Và trái chín lại rụng về với đất Mẹ ban cho Abiku sự chết Là sự vĩnh hằng của mẹ đầu tiên. Tôi nghĩ rằng trời mưa Để lưỡi nặng nề vì kiến thức Có thể dứt ra được Khỏi vòm miệng đã khô. Tôi thấy rất bất ngờ Các đám mây từ tro bụi Kết thành vòng tròn xám, mà trong đó Một linh hồn cuộn tròn vo. Trời đã phải đổ cơn mưa Để đóng vào tâm trí và giam giữ Chúng mình trong cơn tuyệt vọng vô cùng lạ Cám dỗ ta bằng sự buồn chán, ê chề. Và cơn mưa đã có đánh bằng Con dao trong suốt giấu trên đôi cánh Và lễ báp têm cho dù tàn nhẫn Vẫn cho ta những khao khát kín thầm. Ôi những cơn mưa như cây Đã dạn dày với bao nhiêu ân sủng Cùng với mặt đất của tôi, khi người đến Từ đằng xa, chỉ có đá mà thôi. Bản dịch của Nguyễn Viết Thắng |